# Anochetus simoni
Anochetus simoni är en myrart som beskrevs av Carlo Emery 1890. Anochetus simoni ingår i släktet Anochetus och familjen myror. Inga underarter finns listade i Catalogue of Life.

## Bildgalleri

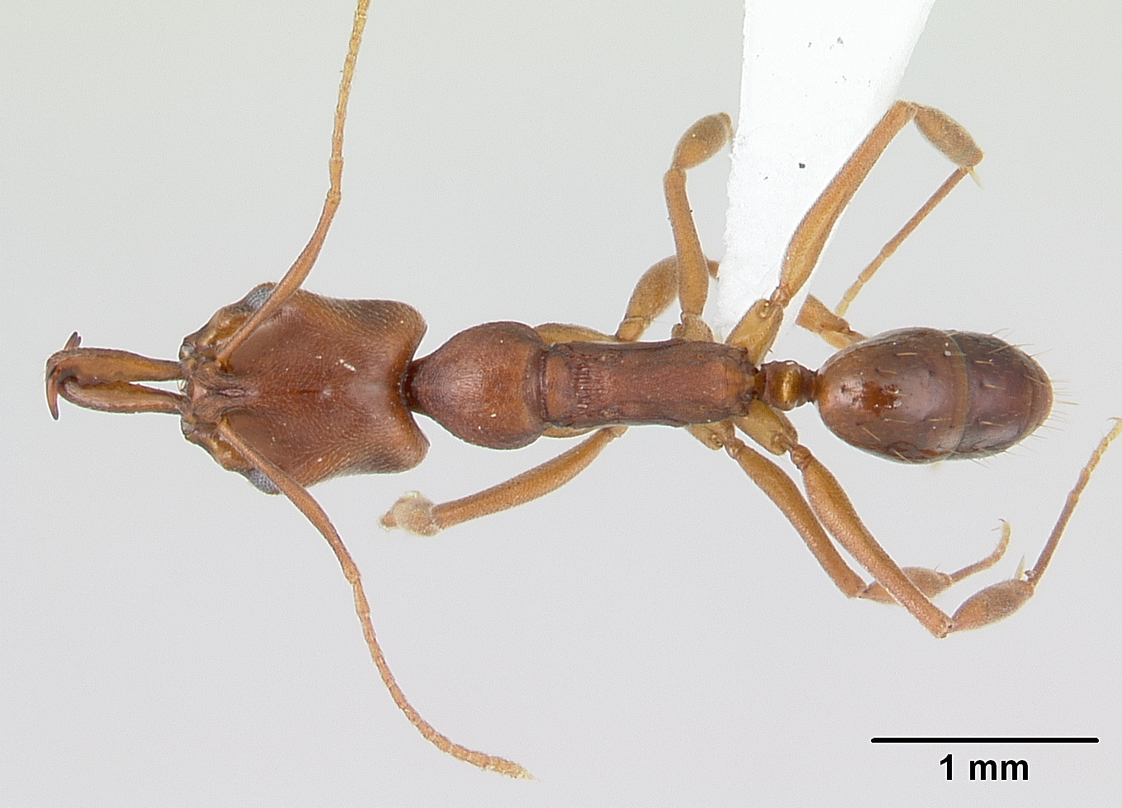
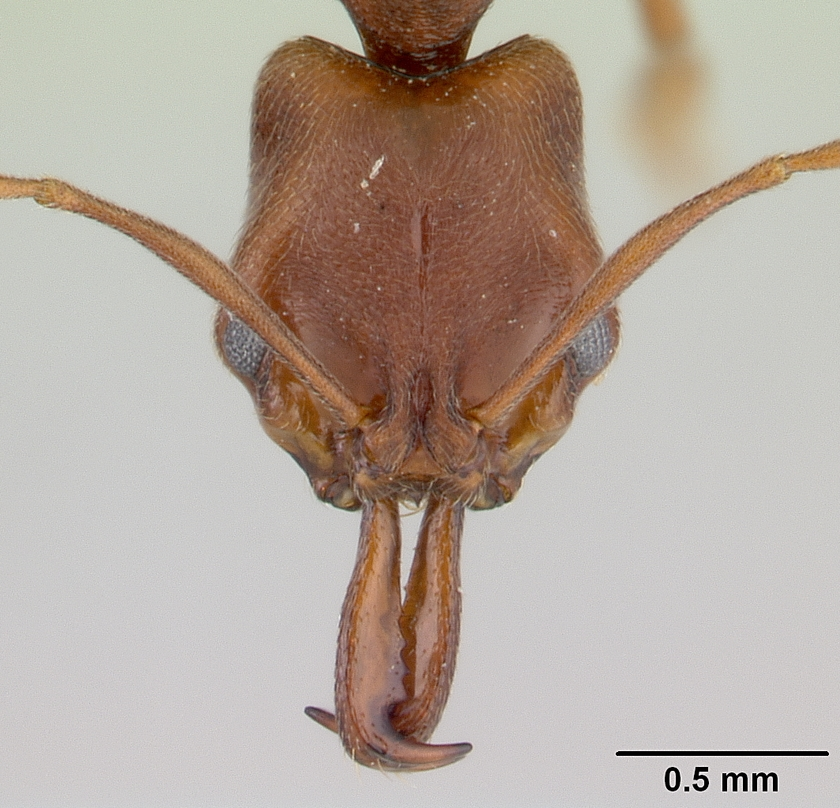
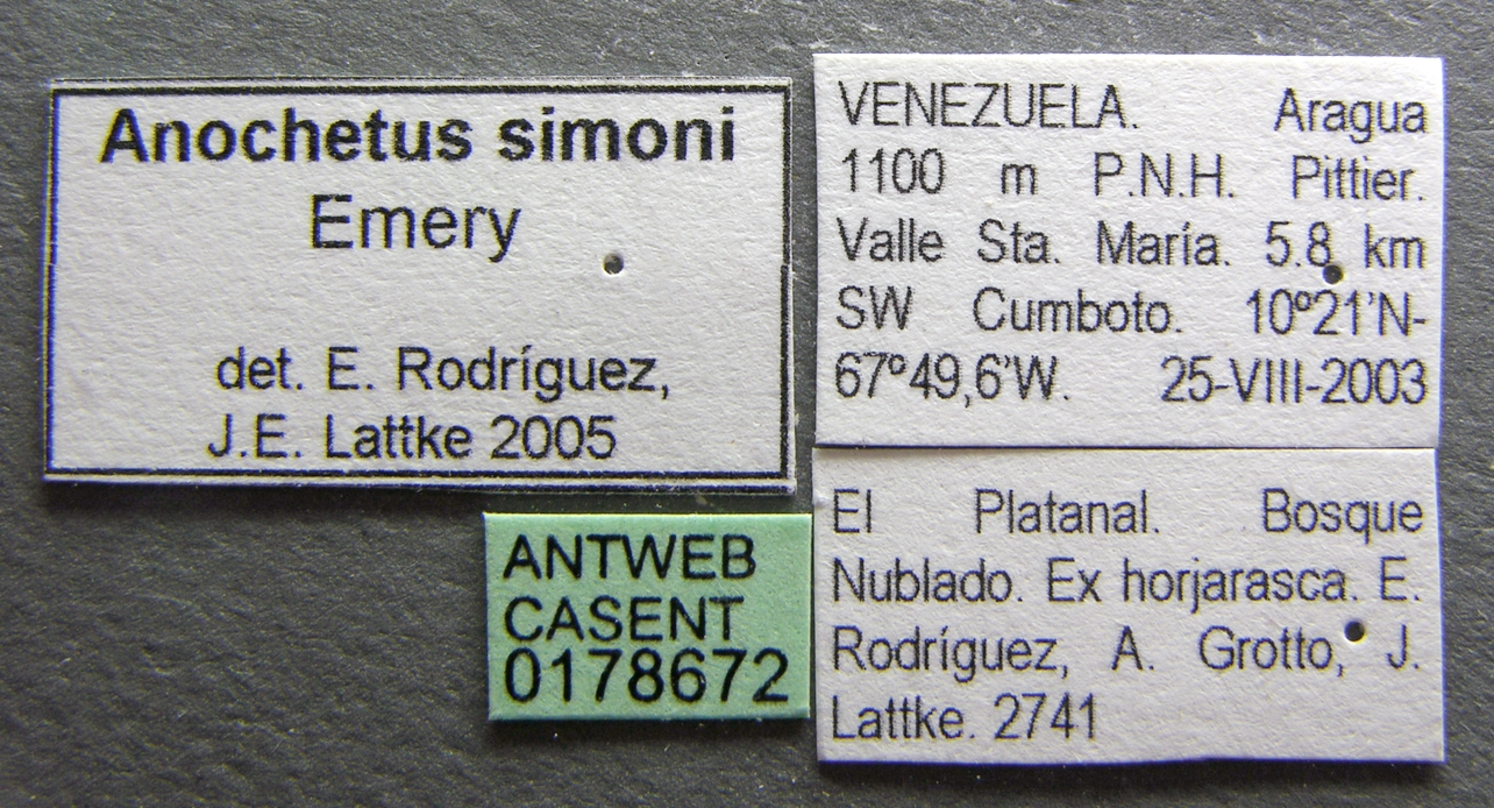
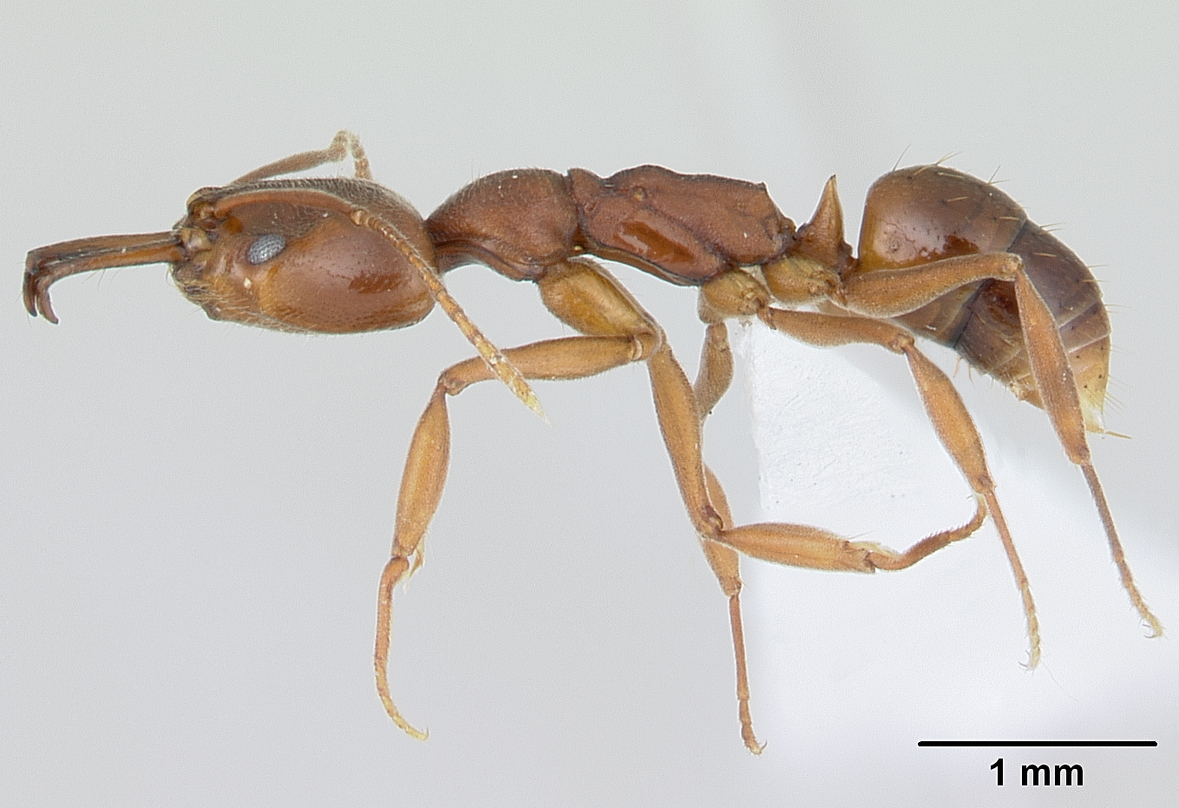